# 徐生翁
徐生翁（1875年—1964年），早年因寄养外家，故名李徐，字安伯，号生翁。中年书署李生翁，晚年改姓徐，以号行。浙江绍兴檀渎村人。中国艺术家，专于诗、书、画、印，现代书学开拓人物。

## 人物生平
光绪元年（1875年）农历正月初一出生于绍兴，祖父徐来同业农，父亲徐润生在绍兴城区某商店担任文牍。因祖母病重而寄养于外婆家。
徐生翁家境贫穷，只上过一年私塾，不久辍学，用父亲从商店讨来的废纸旧簿习文识字。后从邻居藏书家周星诒（1883年—1904年）游学，书法、文学修养大为改观，书法从颜字转向汉隶和六朝碑版。
后以鬻书画为生，生活清寒，性格刚直狷介，少有好友。数十年足不出绍兴，以布衣终天年。前后娶二妻，育七男三女。曾任浙江省文史馆馆员。

## 书画特色
书法精楷、隶，由颜真卿入手，上溯晋魏汉秦，宗于北碑，并主张用书外功夫充实书艺，所作之字古朴无华、奇逸矫纵，有时看上去好像完全放弃了用笔，被称为“孩儿体”。

## 评价
- 王恕常：“三百年来一枝笔，青藤今日有传灯。”
- 萧蜕庵评徐书法：“已入画境。”
- 邓散木评徐印作“单刀正锋，任意刻划，朴野可爱，与齐白石异曲同工。”
- 陆维钊形容其书画“简、质、凝、稚。”

## 轶事
1964年1月临终前数日，徐生翁闭门烧毁其不少书画作品。